# Фабріціо Романо (дипломат)
Фабріціо Романо (італ. Fabrizio Romano) (6 січня 1959, Піза, Тоскана, Італія) — італійський дипломат. Надзвичайний і Повноважний Посол Італії в Україні в 2012-2016 роках.

## Біографія
Народився 6 січня 1959 року в місті Піза. 
Закінчив Римський університет ла Сапієнца, юридичний факультет.
З 1987 року на дипломатичній службі в МЗС Італії. 
З 1989 по 1990 рр. працює на посаді Співробітника Відділу Кризових ситуацій. 
З 1990 по 1992 рр. Другий секретар Посольства Італії в Яунде. 
З 1992 по 1997 рр. Перший секретар при Посольстві Італії в Москві. 
У травні 1997 року отримав ранг Радника дипломатичної місії та працює при Генеральній Дирекції з Економічних справ та при Генеральній Дирекції з країн Європи. 
З 2000 по 2003 рр. Перший Радник при Посольстві Італії в Берліні. У липні 2002 року отримав ранг Радника Посольства.
У травні 2003 року призначений Надзвичайним та Повноважним Послом Італії в Грузії. 
З липня 2007 року працює у Генеральній Дирекції з країн Середземномор'я та Близького Сходу МЗС Італії. 
З липня 2008 року Керівник Відділу Кризових ситуацій у Фарнезіні. 
У січні 2009 року отримав ранг Повноважного міністра.
З січня 2012 року  по 2016 рік Надзвичайний та Повноважний Посол Італії в Києві.